# West Harling
West Harling – wieś w Anglii, w Norfolk. W 1931 wieś liczyła 89 mieszkańców.